# Grundlehren der mathematischen Wissenschaften
Grundlehren der mathematischen Wissenschaften (sens français : « Principes des sciences mathématiques »), intitulé à l'origine Grundlehren der mathematischen Wissenschaften in Einzeldarstellungen mit besonderer Berücksichtigung der Anwendungsgebiete, est une série de livres de mathématiques du groupe éditorial Springer-Verlag comprenant des monographies et des manuels. Les parutions commencent en 1921 sous la direction du mathématicien Richard Courant, alors conseiller éditorial de la division Mathématiques de l'éditeur Springer, avec le soutien de David Hilbert. En raison de la couleur de la reliure, elle est également appelée série jaune .

## Publications notables
Les plus réputés des premiers volumes sont les conférences sur la théorie des fonctions d'Adolf Hurwitz et Richard Courant, les conférences sur la physique mathématique de Courant et Hilbert, la réunion en deux volumes des conférences sur les calculs différentiel et intégral de Courant, les deux volumes d'algèbre de Bartel Leendert van der Waerden, la théorie des équations différentielles de Ludwig Bieberbach, plusieurs volumes des conférences de Felix Klein, la géométrie pratique de David Hilbert et Stefan Cohn-Vossen, les cours de géométrie différentielle de Guillaume Blaschke, ou les séries infinies de Konrad Knopps. Paraissent également Einleitung in die Mengenlehre d'Abraham Adolf Fraenkel, Grundlagen der Mathematik de David Hilbert et Paul Bernays, Problems and Theorems in Analysis de George Pólya et Gábor Szegő, la Topologie de Pavel Aleksandrov et Heinz Hopf, Foundations of Potential Theory d'Oliver Kellogg (en), Theorie der Gruppen endlicher Ordnung d'Andreas Speiser, Méthodes de calcul différentiel absolu et leurs applications de Tullio Levi-Civita, Der Ricci-Kalkül de Jan Arnoldus Schouten, les cours de géométrie de Moritz Pasch et les Mathematische Grundlagen der Quantenmechanik de John von Neumann. Dans les premières années, Richard Courant a à ses côtés comme rédacteurs adjoints Max Born, Carl Runge, Wilhelm Blaschke (en 1935 : Courant, Blaschke, Bartel Leendert van der Waerden et Friedrich Karl Schmidt).
Après la Seconde Guerre mondiale, les auteurs sont de diverses nationalités et la plupart des textes paraît en anglais. En outre, les volumes uniques sont le plus souvent des monographies et de moins en moins des manuels pour lesquels Springer-Verlag dispose de séries comme Graduate Texts in Mathematics.
Les Grundlehren les plus connues après 1945 sont Lectures on Celestial Mechanics de Carl Siegel et Jürgen K. Moser, Analysis of Linear Partial Differential Operators en quatre volumes de Lars Hörmander, Geometric Measure Theory de Herbert Federer, Algebraic Number Theory de Jürgen Neukirch, Sphere packings, lattices and groups de John Horton Conway et Neil Sloane, Diffusion processes and their sample paths de Henry McKean et Kiyoshi Ito, Basic Number Theory d'André Weil, Basic Algebraic Geometry d'Igor Chafarevitch et Topological Vector Spaces de Gottfried Köthe.
Des ouvrages de physique paraissent dans la série, par exemple, le Manuel de la théorie de la relativité d'Arthur Eddington Mathematische Hilfsmittel d'Erwin Madelung, et Rechenmethode der Quantentheorie de Siegfried Flügge.

## Rédaction
En 1968, les rédacteurs en chef sont Beno Eckmann et Bartel Leendert van der Waerden, assistés de Joseph Leo Doob, Erhard Heinz, Friedrich Hirzebruch, Eberhard Hopf, Heinz Hopf, Wilhelm Maak (de), Saunders Mac Lane, Wilhelm Magnus, David Mumford, Mikhail Postnikov, Friedrich Karl Schmidt, Dana S. Scott et Karl Stein.
En 2013, la rédaction est composée d'Alain Chenciner, John Coates et Sathamangalam R. Srinivasa Varadhan (rédacteurs en chef) et de Marcel Berger, Karl Stein, Pierre de la Harpe, Nigel Hitchin, Antti Kupiainen, Gilles Lebeau, Lin Fanghua, Shigefumi Mori, Ngô Bảo Châu, Marina Ratner, Denis Serre, Neil Sloane, Anatoly Vershik et Michel Waldschmidt.
Jusqu'en 2013 sont parus 350 volumes.